# Prins Aage av Danmark
Prins Aage av Danmark (dopnamn: Aage Christian Alexandre Robert), född 10 juni 1887 i Köpenhamn, död 29 februari 1940 i Taza i  Marocko, var en dansk prins.
Han var son till prins Valdemar av Danmark och dennes hustru Marie av Orléans.

## Biografi
Prins Aage växte upp i Det Gule Palæ i Köpenhamn och på Bernstorff slott på Själland.
Hans tidigt väckta intresse för det militära uppmuntrades av fadern. Aage samlade tennsoldater med uniformer från skilda håll och han fick vara med när familjen gästades av en dansk som tjänstgjorde i franska Främlingslegionen. Han blev själv i sinom tid officer vid livgardet och dekorerades med Elefantorden på sin artonårsdag.
Genom ett morganatiskt giftermål 1914 med den italienska adelsdamen Mathilde di Bergolo (1885–1949), dotter till den italienske ministern i Köpenhamn, förlorade Aage arvsrätten till den danska kungakronan och sin titel Kunglig Höghet. Kungen kompenserade honom emellertid med den ärftliga titeln greve av Rosenborg och med den personliga titeln höghet ("altesse"). Titeln prins fick han behålla som ett personligt, icke ärftligt privilegium. Sonen Valdemar (1915–1995, död barnlös) fick – i likhet med övriga andra generationens grevar av Rosenborg – nöja sig med titeln excellens.
Han lämnade Danmark 1922 och inträdde som officer i franska Främlingslegionen där han med tiden avancerade till major. Han skildrade sina erfarenheter från det franska kolonialkrigen i Marocko och Algeriet i den i ledig stil hållna minnesboken Mes sovenirs de la Légion étrangère (Payot, Paris 1936). Boken – som skrevs med stöd av en fransk journalist – utgavs på danska, engelska och svenska med flera översättningar. Inom legionen omtalades han vanligen som "Son Altesse le Prince Aage de Danemark" med tillägg av gällande befattning, exempelvis "Chef de bataillon au 3:e Régiment Étranger".

## Utmärkelser
- Riddare av Serafimerorden, 1 juni 1913.[8]